# Rey Mono (cómic)
Rey Mono es un señor del crimen que se volvió aventurero en el universo de Marvel Comics.
El personaje, creado por Nick Spencer y Ariel Olivetti, apareció por primera vez en Iron Man 2.0 #5 (julio de 2011).

## Biografía ficticia del personaje
El Sun Wukong original era un mono nacido de una antigua piedra de hace mucho tiempo. A lo largo de muchas aventuras se convirtió en rey de la Montaña de las Frutas y las Flores, aprendió magia y a cambiar de forma de un maestro taoísta, borró su nombre del Libro de la Vida y de la Muerte, e intimidó a los cuatro reyes dragón para que le dieran armas y armaduras. Con el tiempo, su arrogancia le valió la atención de Yu Huang, el Emperador de Jade del Xian.
Al principio, el Xian intentó apaciguar al Rey Mono, pero la arrogancia de Sun creció hasta que se declaró el "Gran Sabio Igual al Cielo." Los problemas entre el Rey Mono y el Xian escalaron hasta que el Buda fue finalmente llamado a someter al poderoso Sun Wukong y lo encarceló bajo una montaña por 500 años. Sun fue liberado más tarde para ayudar al monje Tripitaka en una búsqueda de las escrituras budistas, donde finalmente se redimió.
En tiempos modernos, un señor del crimen autoproclamado a sí mismo como un moderno "Rey Mono." Él fue engañado por uno de sus rivales para intentar robar a Ruyi Jingu Bang, el bastón del Wukong original. En su búsqueda, se encuentra con el espíritu del original Rey Mono, que le permite tomar el bastón, siempre y cuando su corazón sea puro. Coincidiendo, toma el bastón, pero es considerado impuro y arrojado a la Octava Ciudad del Cielo, una prisión que albergaba muchos demonios, por quince años. Durante los eventos de Fear Itself, el Hombre Absorbente agrieta las murallas, permitiendo que el Rey Mono y otros seres atrapados allí se escapen. Más tarde se encuentra y lucha contra Máquina de Guerra y Puño de Hierro. Habiendo visto el error de sus caminos, se dedicó a tratar de expiar sus actos pasados y dar caza a los otros demonios que escaparon.

## Poderes y habilidades
El Rey Mono original poseía una fuerza de niveles casi ilimitados. Su sucesor posee al menos un cierto grado de fuerza sobrehumana. Gracias a haber nacido de la piedra, comer los melocotones de la inmortalidad, y otros factores el Rey Mono original era prácticamente invulnerable a todo mal y no podía ser ejecutado por el Xian; su sucesor al menos ha heredado un grado de este poder.
También, el Rey Mono original podía cambiar de forma. Esto quiere decir que podía transformarse en casi cualquier cosa después de aprender 72 transformaciones. Su sucesor ha heredado este poder en parte al convertirse en animales.
El Rey Mono original era inmortal gracias al hecho de ser entrenado por el maestro taoísta y aumentó aún más su inmortalidad al comer los melocotones celestiales, beber el vino del cielo, y comer las píldoras de la inmortalidad. Se desconoce si su sucesor heredó algo de este poder. Se sabe que el Rey Mono original poseía conocimiento de hechizos de efectos diferentes. Se desconoce si el actual tiene algún conocimiento de magia.
Tanto el Rey Mono original como el Rey Mono actual son maestros del Kung Fu especializados en la lucha con bastón. Ambos son también embusteros expertos, aunque el original tenía problemas para convertirse en humano, y por haber nacido de la piedra, tuvo problemas para combatir bajo el agua. El Rey Mono moderno no parece tener estas dificultades.

## En otros medios
- Rey Mono es un personaje jugable en Marvel Super Hero Squad Online.